# Маргарета фон Мелен
Маргарета фон Мелен, уроджена Ваза (1489—1541) — шведська шляхтанка, була двоюрідна сестра короля Густава Вази і тітка по материнській лінії королеви Маргарет Лейонгувуд .

## Життєпис
Маргарета була старшою дочкою вельмож Еріка Карлссона (Ваза) та Анни Карлсдоттер (Вінсторпа) . Її батько був двоюрідним братом Еріка Йоханссона Вази, батька короля Густава Вази, і, таким чином, вона була двоюрідною сестрою майбутнього короля.
Маргарета вийшла заміж у якийсь момент до 1515 року за лорда Еріка Кнутссона Тре Розора. У листопаді 1520 року її чоловік став одним із страчених у Стокгольмській крововій лазні.

### Двоюрідний брат короля
У 1523 році вона вийшла заміж за німецького шляхтича і ріксрада Беренда фон Мелена в Седерчепінгу. Шлюб був організований її двоюрідним братом королем з політичних міркувань. Під час його раннього правління німецькі вельможі Йоганн VII з Гойї та Беренд фон Мелен належали до найнадійніших союзників короля, і він організував шлюб між Йоганом VII з Гойї та його сестрою Маргаретою та Берендом фон Меленом та його двоюрідною сестрою Маргаретою. Так він намагався забезпечити свою вірність. Проте шлюби були суперечливими серед селян, які не любили німців навколо короля і критикували їх, а також іноземні шлюби, коли король одружився з німецькою принцесою Катериною Саксен-Лауенбурзькою. Після їхнього шлюбу король Густав надав посаду губернатора у Виборзькому замку (важливий оплот проти Росії) Йоганну VII Гойі, а замок Кальмар (важливий оплот проти Данії) — Беренду фон Мелену.

### Зрада
Через два роки Маргарета та її чоловік взяли участь у невдалій спробі Крістіни Джилленстірни та Сорена Норбі зайняти трон. У березні 1525 року відбулося перше повстання Далекарліан, організоване Кнутом Мікельссоном і колишнім канцлером Крістіни Педером Якобссоном (Суннанведер), які прославили правління родини Стуре на відміну від правління Густава Вази. Повідомляється, що повстанці зв'язалися з Сореном Норбі, якого того ж місяця Крістіан II пообіцяв йому губернаторство у Швеції, якщо він скине короля Густава. У квітні ходили чутки, що Норбі прямував до Блекінге з флотом, після чого він почав атаки зі своїм флотом зі своєї бази на Готланді.
Король Густав послав Беренда фон Мелена битися з Норбі. Однак фон Мелен порушив свою вірність королю і вступив у союз із Сереном Норбі, зрадою, у якій король звинувачував свою двоюрідну сестру Маргарету фон Мелен: «Який вітер дув у його вухо [що змусив його змінити вірність], сказати не можна. Хоча деякі звинувачували в цьому його дружину, оскільки це сталося відразу після того, як вона до нього там приєдналася». Невдовзі після цього Крістіна відправила свого сина Нільса до фон Мелена в замок Кальмар, і, очевидно, вважалося, що фон Мелен допоможе Нільсу об'єднатися з Норбі. За кордоном припускали, що Сорен Норбі і Беренд фон Мелен разом підкорять Швецію, оскільки у Швеції вони «завдячують своїм дружинам дуже пов'язані».
У цей момент подружжя фон Мелен виїхало до Німеччини, залишивши Нільса і гарнізон в Кальмарі, який був обложений військами Густава I, а сама Крістіна, схоже, була заарештована. У травні далекарліанські повстанці дорікали королю Густаву в тому, що він ув'язнив Крістіну і вигнав її сина Нільса з країни і вимагали свободи для Крістіни.
Однак 20 липня 1525 року повстання було придушене, коли Нільс, син Крістіни, потрапив у полон до короля Густава після його перемоги при облозі Кальмара.

### Вигнання
Маргарета фон Мелен оселилася в Саксонії, де її чоловік отримав посаду від принца-курфюрста і друкувала наклепницькі брошури про короля Густава, які підірвали його репутацію в Німеччині. Її майно в Швеції було конфісковано і передано її молодшій сестрі Еббі Еріксдоттер Вазі: Маргарета протестувала проти конфіскації і вимагала від сестри виплатити компенсацію, але леді Ебба відмовилася на тій підставі, що вона не просила їх і була підтримана королем, який заявив що Маргарета та її чоловік зробили все можливе, щоб завдати шкоди королю та королівству, і що леді Маргарета покинула свою країну і «так підступно використала свої слова, щоб ганебно згадувати».
Маргарета померла в еміграції в Німеччині.